# Município de Enfield (Carolina do Norte)
O município de Enfield (em inglês: Enfield Township ) é um localização localizado no  condado de Halifax no estado estadounidense da Carolina do Norte. No ano 2010 tinha uma população de 5.842 habitantes.

## Geografia
O município de Enfield encontra-se localizado nas coordenadas 36° 10′ 54,55″ N, 77° 40′ 02,91″ O.